# Pšovlky (tvrz)
Pšovlky jsou zaniklá tvrz ve stejnojmenné obci v okrese Rakovník. Založena byla ve 13. století vladyckým rodem z Pšovlk. V 16. století se v jejím držení vystřídalo více majitelů. Zanikla během třicetileté války, krátce poté, co ji roku 1622 koupili Černínové. Z tvrze se dochovalo tvrziště chráněné od roku 1987 jako kulturní památka. Od roku 2019 probíhá postupná obnova objektu ve spolupráci s ministerstvem kultury. 

## Historie

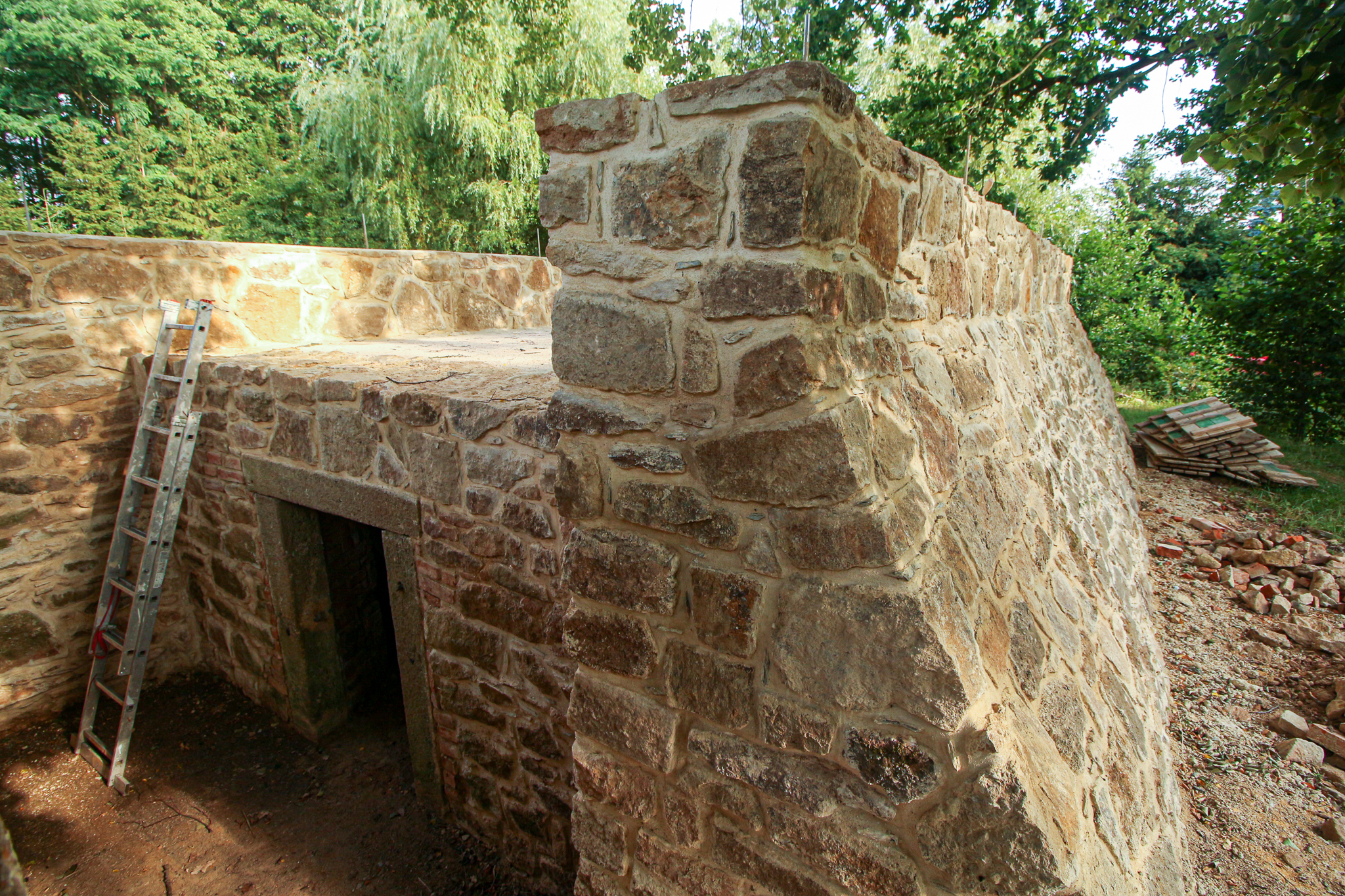
Detail vstupu do sklepní části

Pšovlckou tvrz založili v polovině čtrnáctého století vladykové z Pšovlk. Patřili k nim Aleš z Pšovlk připomínaný roku 1350, dále Jindřich (1366), Mikuláš a Bořita (1380) a Jan Hošťálek z Pšovlk (1402). Jejich potomkům vesnice patřila i v dalších letech, ale roku 1512 tvořila součást šanovského panství v majetku Petra Holého, který byl v letech 1520–1528 křivoklátským hejtmanem.
Dalším známým držitelem vesnice byl roku 1543 Mikuláš Velenický z Velemyšlevsi a o deset let později Jiří Hochhauser z Hochhausu, který se později stal hejtmanem Rakovnického kraje. Za jeho potomků vesnice i s tvrzí roku 1593 vyhořela. Posledním příslušníkem rodu v Pšovlkách se stala Johanka Hochhauserrová-Doupovcová, která Pšovlky s obnovenou tvrzí, dvorem, pivovarem a vesnicemi Švihov a Soseň prodala za třicet tisíc kop míšeňských grošů Jaroslavovi Libštejnskému z Kolovrat na Petrohradě. Jaroslav se zúčastnil stavovského povstání v letech 1618–1620, a po bitvě na Bílé hoře mu byl zkonfiskován majetek. Pšovlky roku 1622 koupil Heřman Černín z Chudenic. Ve stejném roce byla tvrz vyrabována vojskem a poté už nebyla obnovena.
Od roku 2019 probíhá postupná obnova tvrziště svépomocí místních obyvatel ve spolupráci s ministerstvem kultury, které poskytlo příspěvek. 

## Stavební podoba
Jádrem tvrziště je ostrůvek o průměru okolo třiceti metrů, který je obklopen vodním příkopem širokým až 25 metrů. Vstup na ostrůvek umožňuje směrem od západu čtyři metry široký novodobý násep. Nedochovaly se žádné stopy budov ani opevnění původní tvrze a terén samotného tvrziště byl pravděpodobně do určité míry upravován při novověkém využití sídla. Jediným pozorovatelným objektem na ostrůvku je částečně zapuštěný novodobý sklípek překrytý izolačním násypem. Sklípek je pozůstatkem hospodářské budovy, která byla na tvrzišti postavena až po zániku středověkého sídla.